# Catoira
Catoira is een gemeente in de Spaanse provincie Pontevedra in de regio Galicië met een oppervlakte van 29 km². Catoira telt 3.376 inwoners (1 januari 2016).